# Inga Lindström: Prinzessin des Herzens
Prinzessin des Herzens ist ein deutscher Fernsehfilm von Ulli Baumann aus dem Jahr 2010. Er ist Bestandteil des ZDF-Herzkino-Sonntagsfilms und der 34. Film der Inga-Lindström-Reihe nach der gleichnamigen Erzählung von Christiane Sadlo. Die Hauptrollen sind mit Marleen Lohse, Patrick Rapold, Rufus Beck und Julia Bremermann besetzt.

## Handlung
Die Hochzeit von Prinzessin Christina von Köping und Prinz Henrik steht kurz bevor. Die letzten Proben laufen zur Zufriedenheit aller. Ole, Christinas persönlicher Assistent, weicht nicht von ihrer Seite. Auch nicht als sie das bisschen Freizeit nutzen will und in der Stadt ein wenig bummeln gehen will. Ihr Vater Prinz Anders hat noch einen Termin mit der Boulevard-Journalistin Mona, mit der er ein Verhältnis hat, was aber niemand weiß. Als Christina in einem Schaufenster ein hübsches Kleid sieht, das sie anprobieren will, bittet sie Ole vor dem Laden zu warten. Um endlich ein wenig Ruhe zu haben, schleicht sie sich durch den Hinterausgang aus dem Laden. Sie wusste aber nicht, dass die Verkäuferin bereits die Presse verständigt hat, die ihr nun auf den Fersen ist. Um nicht mehr erkannt zu werden, zieht sie bei einem herumstehenden Motorrad den Helm und die Jacke an und kann die Meute so abschütteln. In diesem Moment kommt der Besitzer des Motorrads Sven Sund vorbei, der aber nicht weiß, wer sie ist.
Mona und Anders sind nach ihrem Schäferstündchen eingeschlafen und wachen erst am nächsten Morgen wieder auf. Er muss sie aus dem Haus schmuggeln, damit sie niemand zusammen sieht. Christina hat einen Termin auf dem Golfplatz, der neu eröffnet wird. Da der Termin verschoben wurde, geht sie noch ein wenig über den Platz spazieren. Genau in diesem Moment schalten sich die automatischen Rasensprenger ein und machen sie nass. Da taucht Sven auf und will ihr helfen. Er ist Landschaftsarchitekt und hat den Platz entworfen. Da er ganz in der Nähe wohnt, bietet er ihr an, trockene Kleider seiner Schwester zur Verfügung zu stellen. Als sich Christina im Bad umzieht, kommt Svens kleine Schwester Gerrit hereingeplatzt und erkennt sie sofort. Sie klärt ihren Bruder darüber auf, wer Christina ist. Als auch noch die große Schwester Linda nach Hause kommt und Christina nicht sofort erkennt, dreht Gerrit fast durch.
Nachdem die Haushälterin Lena das geliehene Kleid gewaschen hat, fragt sie Christina, wohin sie es bringen lassen soll. Da Christina gerade Zeit hat, bringt sie es selbst vorbei. Sie bleibt dann auch gleich zum Abendessen, da die ganze Familie sie eingeladen hat. Dabei will sie in der Küche helfen, schneidet sich aber beim Kartoffelschälen in den Finger. Nachdem sich Mona nicht gut fühlt und ihr auch ständig schlecht ist, geht sie zur Ärztin, die ihr eröffnet, dass sie schwanger ist. Als Christina ihren Chauffeur rufen will, um nach Hause zu fahren, bietet Sven ihr an, sie mit dem Motorrad zu bringen. Als sie sich verabschieden wollen, küssen sie sich spontan. Christinas Vater beobachtet dies vom Haus aus und hält ihr danach gleich eine Standpauke.
Christinas beste Freundin Silvia ist bei der Anprobe des Brautkleids dabei und wundert sich darüber, dass sie so abwesend ist. Als sie dann noch sieht, dass Christina sich geschnitten hat, will sie wissen, was los ist. Sie erzählt ihr, was am Vorabend passiert ist. Silvia ist schockiert und redet ihr ins Gewissen. Mona versucht Anders zu sagen, dass sie schwanger ist, aber er blockt schon bei ihrem Beziehungsstatus ab. Deshalb läuft sie davon. Sven hilft seinem Kollegen Marc, der Gartenarbeiten bei den Köpings ausführen soll. Dabei erfährt er, dass Christina heiratet. Als sie sich auf dem Gelände dann noch über den Weg laufen, will er gleich wieder verschwinden. Christina möchte Zeit mit Hendrik allein verbringen und hat ein Picknick organisiert. Doch ein Anruf zerstört den Wunsch.
Bei einem Pressetermin wundert sich Anders, dass Mona nicht dabei ist. Er erfährt von Ole, dass sie das Ressort an einen Kollegen abgegeben hat. Er ruft sie an und will wissen wieso, sie lässt ihn abblitzen. Als Christina im Park spazieren geht, trifft sie Sven und entschuldigt sich bei ihm. Er ist enttäuscht über den Kuss, weil sie ihm nicht gesagt hat, dass sie verlobt ist. Da kommt Silvia vorbei und merkt, wer der Mann war, mit dem Christina gerade gesprochen hat. Vom Haus aus beobachtet sie, wie Sven an seinem Motorrad herumbastelt, es springt nicht mehr an. Da er dringend nach Hause muss, bietet sie ihm an, ihn mit dem Boot über den See zu fahren. Unterwegs hat der Bootsmotor plötzlich Aussetzer. Sven stellt fest, dass der Tank leer ist. Da sie beide keinen Handyempfang haben, können sie keine Hilfe holen. Sie stranden auf einer kleinen Insel. Christina macht sich Vorwürfe, weil sie die Eröffnung des Krankenhauses nun verpasst. Sie beginnen darüber zu streiten, Sven versteht sie dann aber, als sie ihm erklärt, dass es für sie wichtig wäre, weil es sie an ihre verstorbene Mutter erinnert, die die Stiftung ins Leben gerufen hat. Anders und Henrik machen sich Sorgen, weil sie Christina nicht erreichen können. Mona kommt dazu und macht Anders klar, dass sie nicht mehr seine Geliebte sein will, und läuft davon.
Christina und Sven verbringen gezwungenermaßen die Nacht zusammen auf der Insel und schlafen miteinander. Am nächsten Morgen kommt zufällig ein Fischerboot vorbei, das sie mitnimmt. Der Fischer macht ein verfängliches Foto der beiden und spielt es der Presse zu. Als Anders die Polizei verständigt, beobachtet Henrik, wie der Fischer Christina und Sven zurückbringt. Sie erzählt, was passiert ist, und erntet dafür wieder Vorwürfe ihres Vaters. Henrik will von Christina wissen, ob auf der Insel etwas passiert ist, sie leugnet es aber. Ole und Anders müssen die Presseanrufe abwimmeln, die wissen wollen, was mit Christina passiert ist, als ein anderes Handy klingelt. Es ist das von Mona, das in ihrer Handtasche ist, die Anders am letzten Abend im Krankenhaus an sich genommen hat, als Mona davongelaufen ist. Als er das Telefon herausnehmen will, findet er das Ultraschallbild vom Baby. Er will sofort zu Mona fahren, baut unterwegs aber einen Unfall. Monas Chef zeigt ihr das Bild von Christina und Sven auf dem Fischerboot, als sie erfährt, dass Anders einen Unfall hatte. Sie eilt sofort zu ihm ins Krankenhaus, wo sie sich aber gleich wieder streiten.
Sven erzählt seinen Schwestern, was auf der Insel passiert ist. Er hat auch den Eindruck gewonnen, dass Christina Henrik gar nicht liebt. Er will bei Christina vorbeigehen, aber Ole und Henrik wimmeln ihn ab. Ole steckt ihm aber, wo Christina ist, und sieht weg, als er ins Haus geht. Er versucht Christina klarzumachen, dass sie nicht heiraten darf, sie ist aber überzeugt davon, dass sie das Richtige macht. Anders hat endlich eingesehen, dass er zu Mona stehen muss, und geht auf die Redaktion, um ihre Beziehung öffentlich zu machen. Dabei macht er ihr sogar einen Heiratsantrag vor der versammelten Belegschaft. Als sie danach gemeinsam nach Hause gehen, will Christina wissen, was los ist. Ihr Vater erklärt ihr, dass er eine Beziehung mit Mona hat und Vater wird. Nun macht sie ihrem Vater Vorwürfe, weil sie sich zurückhält, er aber nicht.
Am Hochzeitstag stellt sich Christina die Frage, ob sie einen Fehler macht. Silvia versucht ihre Zweifel zu zerstreuen. Mona zeigt Anders das Foto von Christina und Sven, er merkt nun, dass er mit Christina sprechen muss. Sven will mit dem Motorrad eine Tour durch Finnland machen, Gerrit meint, er mache einen Fehler. Anders fragt Christina offen, ob sie Henrik liebt, sie gesteht ihm, dass sie ihre Gefühle für Sven ihm zuliebe unterdrückt. Er nimmt ihr den Zwang, dass sie Henrik heiraten muss und dass sie auf ihr Herz hören soll. Da geht sie zu Henrik, um ihm zu sagen, dass sie ihn nicht heiraten kann. Er versucht sachlich zu argumentieren, hat aber gegen die Gefühle von ihr keine Chance. Christina lässt sich von Ole zu Sven bringen, wo sie von Gerrit erfahren muss, dass er auf dem Weg zur Fähre ist. Sie versucht die Fähre aufzuhalten, kommt aber zu spät. Da sieht sie, dass Sven nicht eingestiegen ist. Sie gesteht ihm, dass sie erst durch ihn gemerkt hat, was ihr bisher im Leben gefehlt hat, und dass sie ihr Leben zukünftig mit ihm verbringen will.

## Hintergrund
Prinzessin des Herzens wurde vom 17. Mai bis zum 10. Juni 2010 an Schauplätzen in Schweden gedreht. Produziert wurde der Film von der Bavaria Fiction GmbH.

## Rezeption

### Einschaltquote
Die Erstausstrahlung am 26. September 2010 im ZDF wurde von 5,65 Millionen Zuschauern gesehen, was einem Marktanteil von 15,7 % entspricht.

### Kritiken
Die Kritiker der Fernsehzeitschrift TV Spielfilm zeigten mit dem Daumen nach unten und fassten den Film mit den Worten „Auch ein paar Scherze helfen da nicht“ kurz zusammen.
Rainer Tittelbach von Tittelbach.tv meinte dazu „Dieser Liebesfilm, der sympathisch mit der Komödie liebäugelt, langweilt sehr viel weniger als die Zwanzigzeiler in der Programmpresse. Selten lief das romantische Genrespielchen made in Schweden besser, selten waren Besetzung & Tonlage angenehmer“ und „Sogar in der Inszenierung gibt es Fortschritte – sprich: den Mut, Gefühle und Stimmungen zu zeigen.“